# Гемпус Вільгельм Арнелл
Гемпус Вільгельм Арнелл (швед. Hampus Wilhelm Arnell; 2 серпня 1848 — 1932) — шведський ботанік, бріолог.
Батько ботаніка Сігфріда Вільгельма Арнелла (1895—1970).

## Життєпис
Гемпус Вільгельм Арнелл народився 2 серпня 1848 року у Гернесанді, лен Вестерноррланд. У 1875 році він став Приват-доцентом ботаніки в Уппсальському університеті, згодом працював шкільним вчителем в Умео та Гернесанді. У 1880 році він отримав посаду асоційованого професора природничої історії та хімії у Єнчепінгу. З 1894 року він викладав у Євле, а з 1901 в Уппсалі.
Гемпус Арнелл провів ботанічні експедиції по усій Швеції, півночі Норвегії (у 1869, 1870 та 1891 роках) та у долині річки Єнісей у Сибіру (у 1876 році). З 1873 року він виконував фенологічні дослідження в різних частинах Швеції.
Роди печіночників Arnellia Lindb. та Arnelliella C. Massal. названі на його честь.

## Окремі наукові праці
- De skandinaviska löfmossornas kalendarium, 1875.
- Om vegetationes utveckling i Sverige åren 1873-75, 1878.
- Lebermoosstudien im nördlichen Norwegen, 1892.
- Die Moose des Sarekgebietes, 1907.
- Vegetationens årliga utvecklingsgång i Svealand, 1923.
- Mossor: a. levermossor, 1928.[10][11]